# Venonaprojektet
Venonaprojektet var en verksamhet driven av underrättelsetjänsten i USA för att dekryptera telextrafik mellan Sovjetunionen och dess diplomatiska representationer i USA. Trafiken har insamlats åren före, under och strax efter andra världskriget och arbetet med att dekryptera, tolka cirka 2 200 meddelanden och identifiera personer som gömde sig bakom kodnamnen pågick mellan 1943 och början på 1950-talet. Till skillnad från till exempel dekryptering av det tyska ULTRA-systemet (med ENIGMA-maskinen), eller japanska PURPLE-systemet, där informationen hade taktisk betydelse vid fronten, handlade Venona om historiska uppgifter, och var en viktig källa för att kartlägga den sovjetiska infiltrationen i den amerikanska administrationen och krigsmakten.
Projektet bedrevs vid Arlington Hall Station vid Army Security Agency (ASA) som senare blev National Security Agency (NSA). 1956 överfördes ansvaret för Venona till Central Intelligence Agency. Till en början bestod teamet som arbetade med kodknäckning av bara sex personer, men 1945 växte skaran till 52 personer och en årlig budget på 1,5 miljoner dollar för personal och utrustning. Projektet anställde ett brett spektrum av forskare som matematiker, lingvister, arkeologer och jurister. 1945 gjordes genombrott i projektet och de första meddelanden blev avkodade. Venona-meddelanden avslöjade mer än 200 amerikaner i administrationen och krigsindustrin som arbetade för Sovjetunionen. En del gjorde det av idealism för att tjäna den kommunistiska saken (som till exempel Harry Dexter White som skapade IMF) medan andra var spioner betalda av NKVD eller GRU.  Sovjetunionens spionorganisationer var medvetna om att Venonaprojektet pågick då de hade bland annat "århundradets dubbelspion" Kim Philby, formellt arbetande för MI-6, som en brittisk kontaktperson för brittiska MI-6 i projektet. Philby varnade 1951 bland annat dubbelspionerna Guy Burgess och Donald Maclean om att deras kodnamn i telexen höll på att bli identifierade. Maclean och Burgess flydde då till Sovjetunionen, samt Philby följde efter 1963.
Venona omgärdades av sträng sekretess och USA valde att inte avslöja projektet genom att använda kunskapen som bevis i domstol vid ett antal omtalade samtida spionrättegångar (till exempel mot Ethel och Julius Rosenberg). Meddelanden från Venona avslöjade, förutom Harry Dexter White och Alger Hiss, infiltration högt upp i den amerikanska administrationen. Där återgavs hemliga meddelanden mellan Winston Churchill och Dwight D. Eisenhower, som läcktes av prosovjetiska personer i Vita huset, och som påvisade Sovjetunionens åtkomst till hemligt forskningsmaterial i Manhattanprojektet, vilket bidrog till att påskynda framtagandet av vätebomben.
Vid slutet av 1950-talet bedömdes faran för en världsomfattande sovjetstyrd kommunistisk revolution vara över och projektet klingade av. Först 1995, fyra år efter Sovjetunionens fall, publicerade NSA viss information om vad projektet har avslöjat och som påstod ge stöd för diverse tidigare antisovjetiska aktiviteter. Även andra berörda länders säkerhetstjänster informerades om innehållet i de dekrypterade meddelandena och kunde därmed närmare undersöka i vilken mån sekretessbelagda handlingar och information läckte till Sovjetunionen under den berörda tiden.